# A szomszéd nője mindig zöldebb
A szomszéd nője mindig zöldebb (eredeti cím: Grumpy Old Men) 1993-ban bemutatott amerikai filmvígjáték, melyet Mark Steven Johnson forgatókönyvéből Donald Petrie rendezett. A főbb szerepekben Jack Lemmon, Walter Matthau, Ann-Margret és Burgess Meredith látható.
1995-ben jelent meg a folytatása, Még zöldebb a szomszéd nője címmel.

## Cselekmény
A történet az amerikai közép-nyugat egyik álmos kisvárosában játszódik, ahol sokáig tart a tél, ezért a nyugdíjasok idejük nagy részében lékhorgászattal foglalkoznak. A két főszereplő, John Gustafson és Max Goldman gyűlölködő szomszédok, akik legszívesebben egymás bosszantásával töltik az időt. A versengés azonban komolyra fordul, amikor a szomszédba beköltözik egy csinos özvegyasszony.

## Szereplők
| Szerep                       | Színész              | Magyar hang      |
| ---------------------------- | -------------------- | ---------------- |
| John Gustafson Jr.           | Jack Lemmon          | Makay Sándor     |
| Max Goldman                  | Walter Matthau       | Velenczey István |
| Ariel Truax                  | Ann-Margret          | Takács Katalin   |
| John Gustafson Sr.           | Burgess Meredith     | Kenderesi Tibor  |
| Melanie Gustafson            | Daryl Hannah         | Györgyi Anna     |
| Jacob Goldman                | Kevin Pollak         | Csuja Imre       |
| Chuck, csalibolt tulajdonosa | Ossie Davis          | Kránitz Lajos    |
| Elliott Snyder               | Buck Henry           | Breyer László    |
| Mike                         | Christopher McDonald | F. Nagy Zoltán   |
| meteorológus                 | Steve Cochran        | Horányi László   |
| Phil, patikus                | Joe Howard           |                  |
| nővér                        | Isabell O'Connor     |                  |
| Punky                        | Buffy Sedlachek      |                  |
| szállítómunkás               | John Carroll Lynch   | Végh Ferenc      |
| szállítómunkás               | Steven Mark Hahn     |                  |
| halász                       | Charles Brin         |                  |
| halász                       | Oliver Osterberg     |                  |